# Шейнер, Юлиус
Юлиус Шейнер (нем. Julius Scheiner; 25 ноября 1858, Кёльн — 20 декабря 1913, Потсдам) — немецкий астроном и астрофизик.

## Биография
С 1878 года изучал математику и естественные науки в университете Бонна, в 1882 году получил докторскую степень по исследованиям алголов изменения света согласно Мангеймским наблюдениям Эдуарда Шенфельда в 1869—1875 годах . С 1881 года работал ассистентом в Боннской обсерватории, с 1887 года — в Астрофизической обсерватории Потсдама, где был назначен постоянным сотрудником в 1894 году и главным наблюдателем в 1898 году. В 1893 году получил звание профессора Берлинского университета, а в 1894 году экстраординарного профессора .
Совместно с Фогелем произвел первое определение радиальных скоростей звезд спектрографическим путем. Работал главным образом в области спектроскопии, спектрофотометрии и отчасти актинометрии. Ему принадлежат известные руководства, сохраняющие значение и сегодня.
Ему также приписывают разработку первой системы измерения чувствительности фотоэмульсий в 1894 году.

## Избранные труды
- Die Spectralanalyse der Gestirne. Leipzig 1890.
- Untersuchungen über die Spectra der helleren Sterne nach photographischen Aufnahmen. 1895.
- Der Bau des Weltalls. 1901.
- Populäre Astrophysik. B. G. Teubner, Leipzig/ Berlin 1908.
- Spektralanalytische und photometrische Theorien. 1909.